# Tanaeri Sanders
Tanaeri J. Sanders (30 luglio 2003) è un giocatore di football americano statunitense che milita nel ruolo di defensive tackle per i Buffalo Bills della National Football League (NFL).

## Carriera universitaria
Nel suo primo anno a South Carolina nel 2021, Sanders disputò due partite. Nel 2022 disputò 12 partite, mettendo a segno 16 tackle e un sack. Nel 2023 disputò come titolare 7 gare su 12, con 43 placcaggi e 4,5 sack. Nel 2024 disputò come titolare 9 gare su 13 con 50 tackle e 4 sack, venendo inserito nella formazione ideale della Southeastern Conference (SEC) e nella terza formazione All-American da College Football Nation, mentre l'Associated Press lo inserì nella seconda formazione ideale della SEC.

## Carriera professionistica

### Buffalo Bills
Sanders fu scelto nel corso del secondo giro (41º assoluto) del Draft NFL 2025 dai Cleveland Browns.